# 미스 사이공
미스 사이공(영어: Miss Saigon)은 1989년 9월 20일에 런던 웨스트엔드에서 초연된 뮤지컬이다. 9년 9개월 후 2001년 1월 28일에 4097번째로 막을 내렸다.